# Carlos Chausson
Carlos Chausson (Saragossa, 17 de març de 1950) és un baix-baríton espanyol. Ha enregistrat nombrosos DVD, CDS i discos. El seu mànager és el reconegut Alfonso Leoz.
Carlos Chausson començà a estudiar música a Saragossa i començaria a estudiar a cant a l'Escola Superior de Cant de Madrid. Es desplaçà a estudiar als Estats Units i entrà a la Universitat de Michigan, on aconseguiria el Master of Music.
S'especialitzà principalment en Mozart, Donizetti, Offenbach i Rossini. Ha treballat en moltes de les grans òperes del món a partir de 1977, principalment als Estats Units (Boston, Nova York, Washington) i a Europa (Zúric, Viena, Barcelona, París, Madrid, Oviedo, Santander, Illes Canàries, Galícia, Múnic, Milà o Tolosa de Llenguadoc. És un habitual de l'Òpera de Zurich des de 1990; entre els seus papers destaca en el de Don Bartolo a Il barbiere di Siviglia de Rossini o el de Figaro en Les noces de Fígaro, de Mozart.
Ha treballat amb els millors cantants d'òpera de l'actualitat: Plácido Domingo, Teresa Berganza, Vesselina Kasarova, Manuel Lanza, Reinaldo Macías, Montserrat Caballé, Nicolai Ghiaurov, Elizabeth Rae Magnuson, Ileana Cotrubas, Ruggero Raimondi, Carlos Álvarez Rodríguez, Jeniffer Larmore, Rodney Gilfry, Isabel Rey, Liliana Nikiteanu, Elisabeth von Magnus, Robert Holl, Volker Vogel, Martin Zysset, Werner Gröschel o Lisa Larsson.
Entre els premis obtinguts al llarg de la seva vida professional, té el Premi al Millor Artista Masculí Líric 2008 del Teatre Campoamor d'Oviedo (Astúries) pel seu paper de Ferramondo de l'obra Il burbero di buon cuore (El grunyó de bon cor) de Vicent Martín i Soler (1754-1806).